# 前田長徳
前田 長徳（まえだ ながのり）は、江戸時代の高家旗本。高家前田家の第7代当主。
文化7年（1810年）、信濃高島藩主諏訪因幡守忠粛の三男に生まれる。天保5年（1834年）3月4日、高家旗本前田出雲守長義の婿養子となる。天保9年（1838年）5月15日、将軍徳川家斉に御目見し、表高家となる。天保13年（1842年）12月6日、養父の隠居により家督を相続した。安政3年（1856年）11月15日、従五位下侍従・上総介に叙任し高家役となる。慶応元年（1865年）10月29日死去、享年56。